# Monte Tabwemasana
O Monte Tabwemasana é o ponto mais alto de Vanuatu com 1877 m de altitude, localizado na ilha Espírito Santo, a maior do país. É um vulcão de acesso muito difícil e com muito poucas visitas anuais.